# The Amazing Blondel
| Recensione              | Giudizio |
| ----------------------- | -------- |
| AllMusic                | [ 1 ]    |
| Progarchives.com        | [ 2 ]    |
| Dizionario del Pop-Rock | [ 3 ]    |

The Amazing Blondel (anche intitolato The Amazing Blondel and a Few Faces) è il primo album del gruppo musicale inglese degli Amazing Blondel, pubblicato dalla Bell Records nel 1970.

## Tracce
Testi e musiche di John David Gladwin
Lato A
1. Saxon Lady – 3:09
2. Bethel Town Mission – 3:15
3. Season of the Year – 2:46
4. Canaan – 3:50
5. Shepherd's Song – 6:14

Lato B
1. Though You Don't Want My Love – 3:58
2. Love Sonnet – 4:08
3. (A Veil of) Spanish Lace – 2:45
4. Minstrel's Song – 5:34
5. Bastard Love – 4:10

## Musicisti
Saxon Lady
- Terry (Terence Alan Wincott) - flauto dolce, snot flute (flauto nasale polinesiano)
- John (John David Gladwin) - chitarra a 12 corde, voce solista

Bethel Town Mission
- Terry (Terence Alan Wincott) - harmonium, voce solista
- John (John David Gladwin) - contrabbasso, voce solista

Season of the Year
- Terry (Terence Alan Wincott) - ocarina, bass complex, armonie vocali
- John (John David Gladwin) - liuto tenore, voce solista

Canaan
- Terry (Terence Alan Wincott) - harmonium, voce solista
- John (John David Gladwin) - contrabbasso, voce solista

Shepherd's Song
- Terry (Terence Alan Wincott) - treble recorder (flauto alto), string guitar (chitarra a sette corde), armonie vocali
- John (John David Gladwin) - chitarra a 12 corde, voce solista

You Don't Want My Love
- Terry (Terence Alan Wincott) - harmonium, voce solista
- John (John David Gladwin) - contrabbasso, voce solista

Love Sonnet
- Terry (Terence Alan Wincott) - chitarra a 6 corde, armonie vocali
- John (John David Gladwin) - chitarra a 12 corde, voce solista

(A Veil of) Spanish Lace
- Terry (Terence Alan Wincott) - chitarra a 6 corde, armonie vocali
- John (John David Gladwin) - chitarra a 12 corde, voce solista

Minstrel's Song
- Terry (Terence Alan Wincott) - tenor recorder (flauto tenore), armonie vocali
- John (John David Gladwin) - liuto tenore, voce solista

Bastard Love
- Terry (Terence Alan Wincott) - congas, armonie vocali
- John (John David Gladwin) - chitarra a 12 corde, voce solista

Musicisti aggiunti:
- Clem Cattini - batteria
- Chris Karan - congas, percussioni, tabla
- Gary Taylor - chitarra basso[4]